# آلدیجارفوس

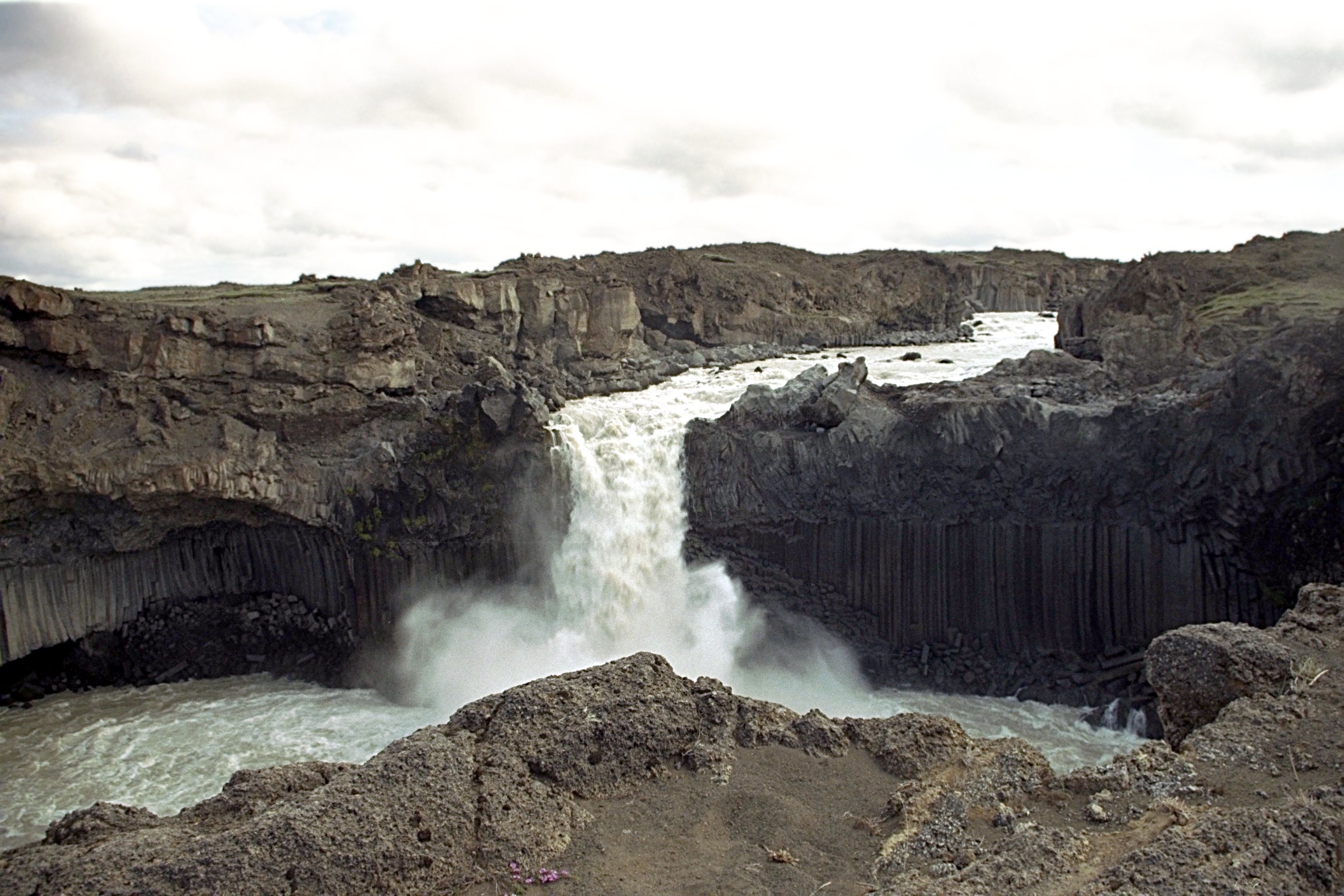
آلدیجارفوس

آلدیجارفوس (انگلیسی: Aldeyjarfoss) آبشاری واقع در شمال ایسلند و بخش شمالی جاده کوهستانی اسپرینگیساندور است که در بلندی‌های ایسلند قرار دارد.
جالب‌ترین ویژگی این آبشار، تضاد بین سنگ‌های آتشفشانی تیره اطراف با آب سفید رنگ آن است که فرو می‌ریزد. این آبشار شبیه آبشارهای کوچک‌تر آبشار اسوارتیفوس ایسلند واقع در اسکافتافل است. ارتفاع این آبشار ۲۰ متر است.